# Jaskinia Głęboka (Podlesice)
Jaskinia Głęboka – jaskinia w Górze Zborów na Wyżynie Częstochowskiej, w obrębie wsi Kroczyce w województwie śląskim, powiecie zawierciańskim, w gminie Kroczyce.
Jaskinia ma długość 170 m i głębokość 12,5 m. Nad wejściem do jaskini wznoszą się wapienne skały zwane Kruczymi Skałami i Dwoistą Basztą. Jaskinia znajduje się w obrębie utworzonego w 1957 r. rezerwatu przyrody Góra Zborów. Obszar jaskini to najbardziej zdewastowany rejon tego rezerwatu. Do lat 50. XX wieku był tutaj bowiem uruchomiony przez Niemców Kamieniołom na Górze Zborów, w którym wydobywano wapienie. W Jaskini Głębokiej w dwóch miejscach eksploatowano także szpat. Przed wojną wydobywano go w tzw. Leju Szpatowców. Obecnie przez wyrobisko to wchodzi się do jaskini. Po wojnie wydobywano szpat w Komorze Południowej. Do dzisiaj widoczne są ślady działalności górników: otwory po wierceniach, kawałki połamanych nacieków i brył kalcytu. W wyniku prac górników w jaskini powstały 4 otwory (pierwotnie posiadała dwa).
Prace górnicze spowodowały zmianę warunków mikroklimatycznych jaskini. Wskutek wybicia dodatkowych otworów i przecięcia głównego ciągu jaskini, jej prawie stała temperatura i duża wilgotność stały się dynamicznie zmienne w zależności od warunków zewnętrznych. Źle wpływa to na hibernujące w jaskini nietoperze i inne organizmy. Aby przywrócić stały mikroklimat jaskini zamurowano dwa otwory w dnie jaskini. Obecnie z powrotem odtwarza się stały mikroklimat. Nawet w najcieplejszych porach roku temperatura w jaskini nie przekracza 8 °C.
Jest to jedyna jaskinia w północnej części Jury Krakowsko-Częstochowskiej udostępniona do turystycznego zwiedzania. Zwiedzanie jaskini z przewodnikiem. Bilety wstępu do jaskini i do rezerwatu sprzedaje kasa w Centrum Dziedzictwa Przyrodniczego i Kulturowego Jury przy parkingu obok drogi nr 792 z Podlesic do Kotowic.

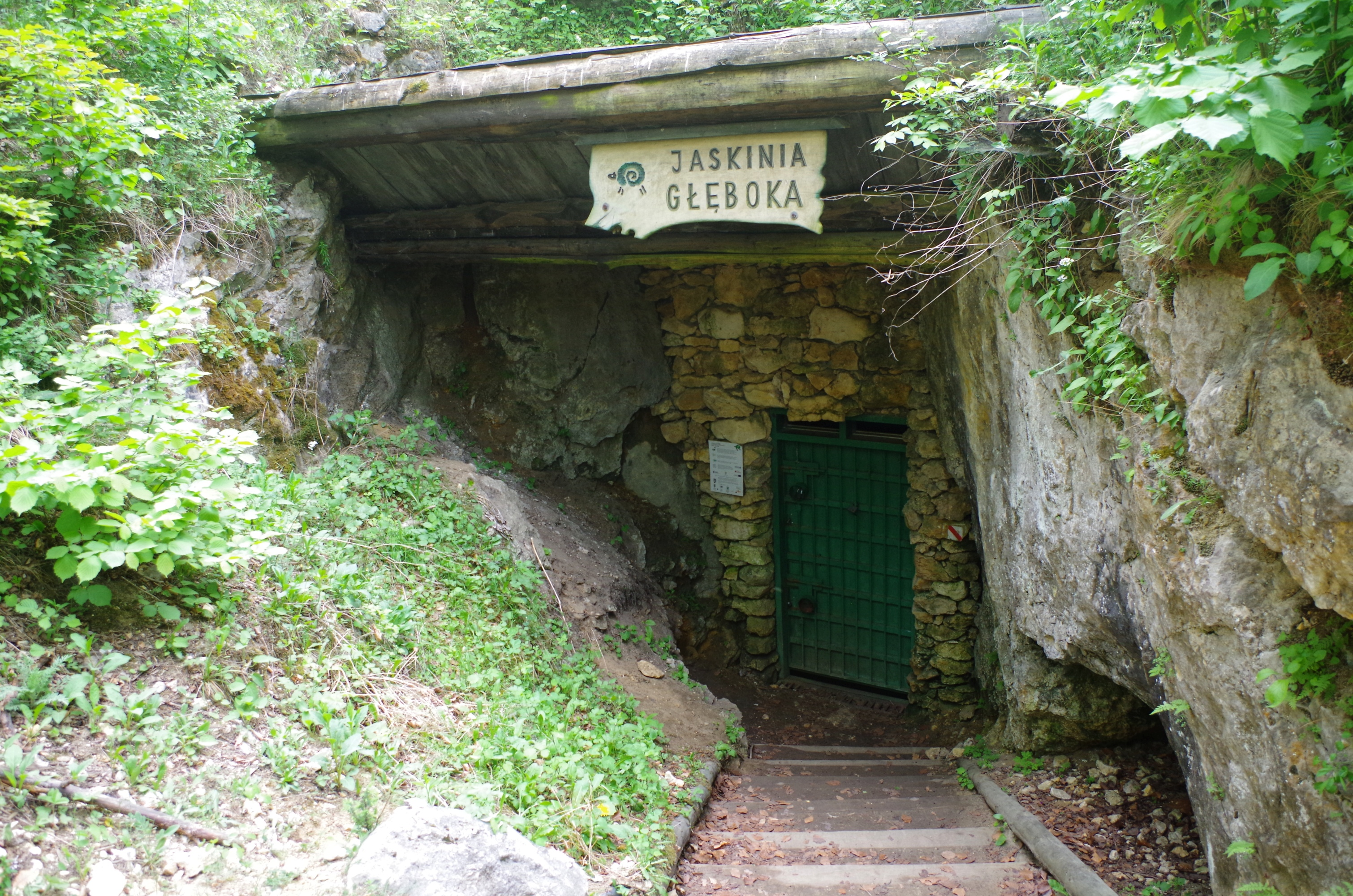
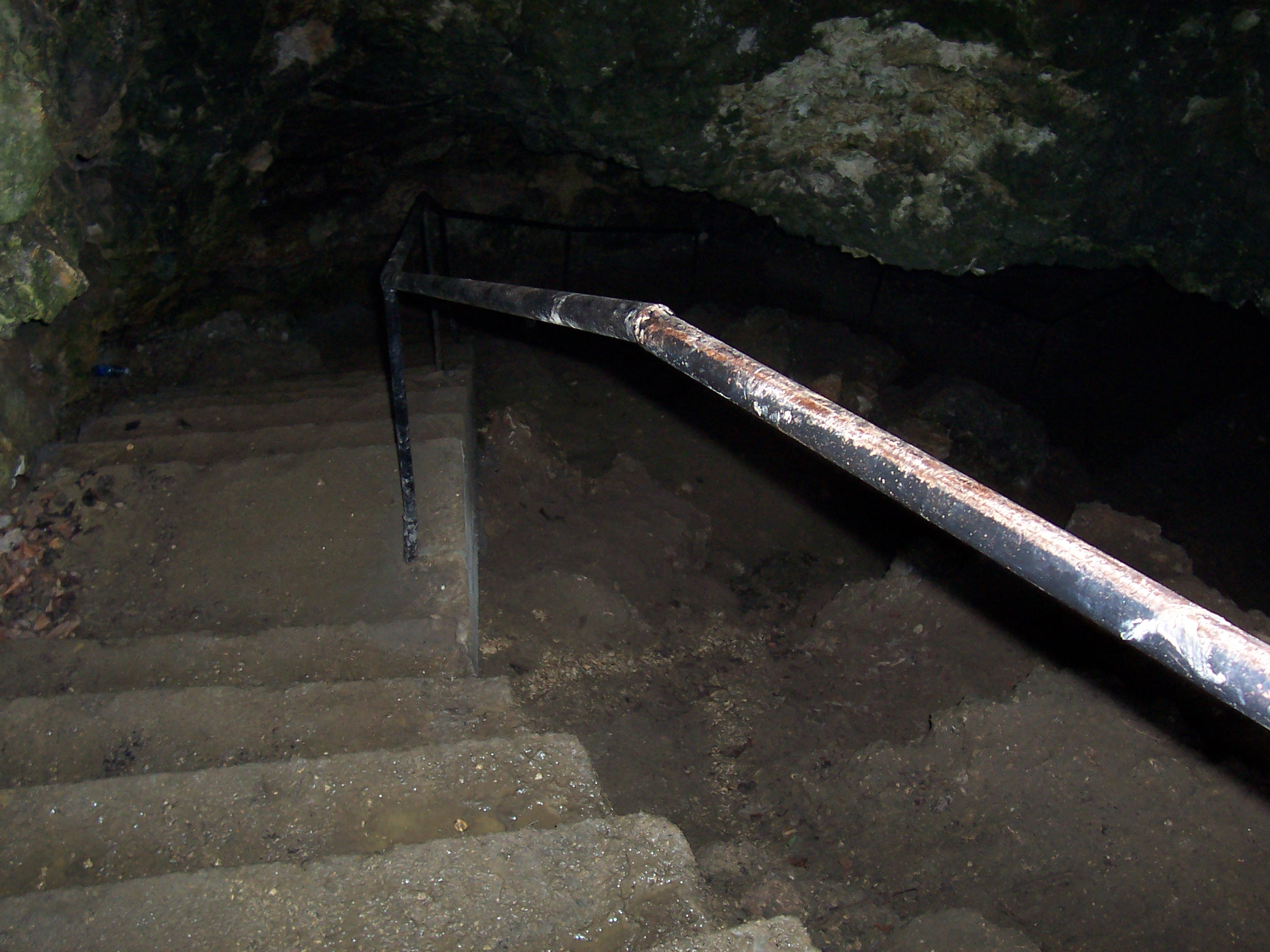

Obok jaskini przebiega czerwono znakowany Szlak Orlich Gniazd.